# Ghislain Lemaire
Ghislain Lemaire (Lure, 7 agosto 1972) è un judoka francese.

## Biografia
Ha rappresentato la Francia ai Giochi olimpici estivi di Atene 2004, dove è stato estromesso dal tabellone principale del torneo dei 100 kg dal tedesco Michael Jurack ai quarti, dopo aver superato lo slovacco Zoltan Palkovacs ai sedicesimi e il russo Dmitry Maksimov agli ottavi; ai ripescaggi ha superato il cubano Oreidis Despaigne al secondo turno ed è stato eliminato dall'israeliano Ariel Zeevi al terzo turno.
Ha fatto parte della spedizione francese ai Giochi del Mediterraneo di Almería 2005, vincendo l'oro nei 100 kg, dopo aver sconfitto l'egiziano Bassel El Gharbawy in finale.

## Palmarès
- Mondiali

Parigi 1997: bronzo nei 95 kg;
Osaka 2003: argento nei 100 kg;
- Europei

L'Aja 1996: bronzo nei 95 kg;
Ostenda 1997: argento nei 95 kg;
Parigi 2001: argento nei 100 kg;
Bucarest 2004: bronzo nei 100 kg;
- Giochi del Mediterraneo

Almería 2005: oro nei 100 kg;